# Carl Levin
Carl Milton Levin (Detroit (Michigan), 28 juni 1934 – aldaar, 29 juli 2021) was een Amerikaans politicus van de Democratische Partij. 
Hij was senator voor Michigan van 1979 tot 2015. In 1978 stelde hij zich kandidaat voor de zetel van zittend senator Republikein Robert Griffin en versloeg hem. Vervolgens won hij elke herverkiezing tot zijn pensionering in 2015, waarna hij werd opgevolgd door Gary Peters. Levin was voorzitter van de Amerikaanse Senaatscommissie voor Defensie en werkte nauw samen met de Republikeinse vicevoorzitter John McCain. Zijn oudere broer Sander Levin was de afgevaardigde voor Michigan 12e district.
Levin overleed op 87-jarige leeftijd in het Henry Ford Hospital in zijn geboorteplaats.

## Onderscheidingen
2007: Four Freedoms Award Freedom medal
- Gemeinsame Normdatei: 1195483120
- International Standard Name Identifier: 0000 0000 3300 157X
- Library of Congress Control Number: n91107669
- National Archives and Records Administration: 10571485
- SNAC: w6mt1pmd
- Biographical Directory of the United States Congress: L000261
- Virtual International Authority File: 3086149198215874940008